# Football Club Bâle
Pour les articles homonymes, voir FCB.
Maillots
Actualités
Le Fussball-Club Basel 1893, couramment appelé FC Bâle ou FCB, est un club de football fondé en 1893 et situé à Bâle en Suisse. Vingt et une fois champion de suisse, il est le deuxième club le plus titré de l'histoire du pays après le Grasshopper Club Zurich. Il est seul club suisse à avoir remporté huit titres de champion consécutifs, de 2010 à 2017. Il dispute ses matchs à domicile au Parc Saint-Jacques inauguré en 2001. Son président est l'ancien joueur du club David Degen depuis mai 2021.

## Histoire

### Fondation et débuts
Le club fut officiellement fondé le 15 novembre 1893, après une annonce parue trois jours plus tôt dans le journal Nationalzeitung ayant pour but de monter une équipe de football. Les fondateurs disputeront entre eux leur premier match le 26 novembre 1893 sur la pelouse du Landhof, stade historique du FC Bâle qui accueillera ses rencontres jusqu'en 1967. L'équipe joue son premier match officiel le 10 décembre 1893 face au Realschülerturnverein Basel, qu'elle remporte 2-0.
Sa première participation en championnat (jadis Serie A) date de la saison 1898/1899. Le FCB y dispute seulement deux rencontres face aux Old Boys de Bâle.

### En compétitions suisses

#### Premiers succès nationaux (1906-1953)
Lors de la saison 1906-1907, le FCB termine en tête de son groupe régional (Suisse centrale) en Serie A pour la première fois et s'octroie donc par la même occasion le premier titre de son histoire. À l'échéance de la phase finale, le titre de champion de Suisse reviendra cependant au FC Servette.
En 1913, le club est vainqueur de l'Anglo Cup, ancêtre de la Coupe de Suisse. 
La première Coupe de Suisse quant à elle fut remportée en 1933, grâce à une victoire 4-3 contre le Grasshopper Club Zurich en finale. Le FCB en gagne une seconde en 1947, après avoir sèchement battu Lausanne-Sport 3-0 en finale.
Les Bebbis sont pour la première fois sacrés champions de Suisse en 1953 sous la direction de l'entraîneur René Bader.

#### Ère Helmut Benthaus (1965-1982)
En 1965, le président Lucien Schmidlin réalise un coup en engageant Helmut Benthaus en provenance du FC Cologne, d'abord en tant qu'entraîneur-joueur puis entraîneur. Commence alors une des périodes les plus prolifiques du FC Bâle, où il comptabilise entre 1967 et 1980 pas moins de sept titres de champion et deux coupes de Suisse. Le premier doublé coupe-championnat de l'histoire du club est ainsi réalisé lors de la saison 1966-1967. Quelques joueurs notables auront contribué à ces nombreux succès tels que Karl Odermatt, René Hasler ou encore Ottmar Hitzfeld. Les Rhénans remporteront également la toute première édition de la coupe de la Ligue suisse, compétition tenue de 1972 à 1982. Elle restera la seule et unique inscrite à leur palmarès.
Le titre de champion de Suisse en 1980 sera le dernier trophée glané sous Benthaus. En 1982, après 17 saisons passées aux commandes de l'équipe et une dernière finale de coupe de Suisse (perdue face au FC Sion), l'entraîneur allemand quitte le club mettant ainsi un terme à une ère remplie de succès nationaux.

#### Période creuse et relégation (1982-1988)
Après le départ de Helmut Benthaus, le FC Bâle doit faire face à une période difficile, vierge en titre et marquée par des difficultés tant financières que sportives. Le bref retour sur le banc de Benthaus de 1985 à 1987 pour tenter de redresser la barre n'y changera rien. Se voyant contraint de vendre plusieurs de ses talents pour renflouer les caisses, le club est logiquement relégué en Ligue nationale B en 1988. 

#### Ligue nationale B et retour parmi l'élite (1988-1999)
Après six années de lutte, les Bâlois retrouvent la ligue nationale A en 1994 avec Claude « Didi » Andrey comme entraîneur. Ils s'assureront la montée trois journées avant la fin du championnat en obtenant le nul 1-1 sur la pelouse de l'Étoile Carouge. Ils seront accueillis en pleine nuit à leur retour en avion par une foule de fans venus fêter avec eux la promotion. De là naîtra le chant Nie meh Nati B (littéralement traduit par « plus jamais la Nati B » en français) longtemps repris par les supporters du club.
La saison 1998-1999 est la dernière à l'ancien stade Saint-Jacques, qui sera démoli pour laisser place à la construction du nouveau Parc Saint-Jacques. 34745 spectateurs s'y presseront une dernière fois lors de l'ultime rencontre avant le déménagement la saison suivante au stade Schützenmatte, qui accueillera les matches à domicile des Bebbis jusqu'à l'achèvement des travaux en 2001.

#### Ère Christian Gross (1999-2009)
Christian Gross prend ses fonctions d'entraîneur pour la saison 1999-2000, qui se finit de manière satisfaisante avec une troisième place au championnat et un ticket pour une participation en coupe UEFA à la clé. Mais c'est la saison 2001-2002 qui marquera un grand coup dans l'histoire du club, puisque 22 ans après le dernier titre remporté, la formation bâloise réalise alors le doublé coupe-championnat, le deuxième de son histoire après celui de 1967. Ces succès seront longuement fêtés jusqu'au petit matin sur le Barfüsserplatz par une foule immense. La même année en Coupe Intertoto, le FCB parviendra même à se hisser jusqu'en finale. Cette saison pleine inscrit le début du renouveau du club. Grâce aux succès remportés à partir de 2002 sous Christian Gross et avec l'arrivée de la mécène Gisela Oeri, le club connaît bel et bien un nouvel élan. La rénovation du Parc Saint-Jacques (dont l'ancienne structure datait encore de 1953) a également permis de donner un avantage supplémentaire au FC Bâle sur ses concurrents, jouissant à partir de 2001 d'un stade unique en Suisse à cette période.
La saison 2002-2003 restera surtout gravée dans les mémoires du club pour son parcours inédit en Ligue des champions, faisant rentrer le FCB dans une nouvelle dimension en accédant au stade des 16 meilleures équipes d'Europe. En championnat, il finira vice-champion avec un point seulement derrière les Grasshoppers de Zurich mais remportera néanmoins la coupe de Suisse la même année.
La saison 2003-2004 est celle de tous les records. En plus de s'assurer un dixième titre de champion de Suisse avec 85 points au compteur, l'équipe dirigée par Christian Gross enregistra une série de 13 victoires consécutives, du jamais-vu en Super League jusqu'ici.
Par la suite, Bâle gagnera encore le championnat de Suisse en 2005, la Coupe de Suisse en 2007, puis fêtera de nouveau un doublé en 2008.

#### Record de titres de champion consécutifs (2010-2017)
Les années 2010 sont marquées par une domination sans précédent, puisque le FC Bâle est le premier club à avoir collecté huit titres d'affilée de champion de Suisse après celui de 2016-2017, qui lui permet d'arborer par la même occasion une deuxième étoile sur son maillot, synonyme de vingtième sacre national. La même saison, le club réalise même le doublé en s'imposant sur le score de 3-0 en finale face au FC Sion, pourtant invaincu jusque-là en finale de Coupe de Suisse dans son histoire. Il s'ajoute au doublé de 2010 obtenu sous Thorsten Fink et celui de 2012 sous Heiko Vogel. Pendant cette période, le FCB brillera aussi de manière régulière dans les compétitions européennes.

#### Fin de l'hégémonie (2018-2023)
Depuis son dernier sacre en 2017, le FC Bâle connaît une baisse de résultats dans les compétitions nationales, principalement dominées par les Young Boys Berne. À l'issue de la saison 2022-2023, le FCB termine à la cinquième place du championnat, ce qui est sa plus mauvaise position au classement depuis 2000-2001. 
Cette période est aussi marquée par une certaine instabilité au sein de l'institution qui voit notamment de nombreux entraîneurs se succéder à la tête de l'équipe première. Entre 2020 et 2023, le club changera huit fois d'entraîneur, dont aucun ne restera en place plus d'un an successif. Le FC Bâle connaît aussi un changement de propriétaire et de direction en 2021, lorsque l'ancien joueur David Degen reprend les rênes du club. Il remplace alors à sa présidence l'homme d'affaires Bernhard Burgener, très impopulaire auprès de la majorité des supporters.
Malgré des performances sportives en berne, le club parvient néanmoins à s'adjuger une coupe de Suisse en 2019 sous Marcel Koller en battant le FC Thoune en finale. Elle reste également la seule équipe suisse à réellement performer en coupes d'Europe durant cette période en atteignant les quarts de finale de ligue Europa en 2020 et les demi-finales de ligue Europa Conférence en 2023.

#### Saison 2023-2024 agitée et nouveau format de la Super League
Le FC Bâle prend un départ catastrophique et plonge dans la crise dès le début de l'exercice 2023-2024. Après un mercato estival agité où l'effectif est grandement chamboulé, les Bâlois sont éliminés dès les tours de qualification pour la ligue Europa Conférence et ne comptent que 5 points au classement après 12 journées de championnat. Timo Schultz arrivé en début de saison puis Heiko Vogel assurant l'intérim sont successivement limogés du poste d'entraîneur. Les Rhénans se refont alors progressivement une santé à partir de novembre lorsque Fabio Celestini reprend l'équipe. À l'issue de la saison régulière, ils terminent à la neuvième place du championnat et se retrouvent par conséquent dans le groupe Relégation composé des six équipes luttant pour le maintien. Le club assure néanmoins sa place en Super League pour la saison prochaine dès le troisième match de groupe en s'imposant contre Lausanne Ouchy. Le FC Bâle conclut cette saison tumultueuse à la huitième place avec 49 points à 11 points du barragiste de relégation GC Zurich.  

#### Retour de Xherdan Shaqiri et des succès sportifs (saison 2024-2025)
Le 16 août 2024, Xherdan Shaqiri officialise son retour dans son club formateur. Terminant meilleur buteur et passeur du championnat au terme de la saison avec 18 buts marqués et 21 passes décisives,, il est un grand artisan du retour au top du FCB sur la scène nationale. Nommé capitaine en cours de saison, "XS" mène ses coéquipiers au premier titre de champion depuis huit ans. En coupe de Suisse, les hommes de Celestini battent le FC Bienne en finale, pensionnaire de Promotion League. Les Bâlois s'assurent ainsi le septième doublé de leur histoire.  

### En compétitions européennes

#### Premières participations et faits marquants (1955-2001)
Le FC Bâle commence son histoire sur la scène continentale en 1955 à l'occasion de la première édition de la Coupe des villes de foires (ancêtre de la coupe UEFA et de l'actuelle ligue Europa), où une sélection de joueurs bâlois (majoritairement du FCB) y dispute ses premières rencontres européennes, encore inofficielles à cette époque.
Outre la participation régulière à la coupe des villes de foires, les rouge et bleu jouent leurs premiers matchs officiels de coupe d'Europe en 1963, où ils affrontent le Celtic Glasgow dans une double confrontation comptant pour le premier tour de la Coupe d'Europe des vainqueurs de coupe. Ils s'inclineront toutefois nettement 5-1 et 5-0. Le FCB participera une deuxième fois dans son histoire à la C2 en 1975, où il est éliminé de peu 3-2 par l'Atletico Madrid au premier tour de la compétition, malgré un nul 1-1 obtenu à Vicente-Calderón.
Les Bâlois sont également présents lors de la première édition de la Coupe de l'UEFA en 1971-1972 avec une rencontre de prestige les opposant au Real Madrid au premier tour, contre lequel ils perdront deux fois sur le score serré de 2-1. Ils effectuent leurs premiers pas en C1 en 1967, dans ce qui est jadis encore la coupe des clubs champions européens. Ils quittent alors la compétition dès le premier tour face aux Danois du Hvidovre IF.
Les premiers faits notables dans l'histoire du club sur la scène européenne se produisent pendant la saison 1973-1974, lorsque les Bâlois s'imposent 6-4 en cumulé face au FC Bruges, et frôlent par la suite l'exploit en quart de finale de la C1 en poussant le Celtic Glasgow à aller jusqu'en prolongation.
Lors de la Coupe Intertoto 2001, le club s'incline 5-2 en finale face aux Anglais du Aston Villa Football Club.

#### Épopée de 2002-2003 en C1
C'est à partir de l'édition de la Ligue des champions de l'UEFA 2002-2003 que le FC Bâle commence véritablement à marquer son histoire européenne. Cette saison-ci, après avoir éliminé le MŠK Žilina au deuxième tour de qualification, les Suisses doivent affronter le Celtic Glasgow au dernier tour. Ils parviennent alors à se qualifier pour la première phase de groupes grâce à la règle du but à l'extérieur, en remportant le match retour à domicile sur le score de 2-0, après avoir perdu 3-1 à l'aller au Celtic Park.
Dans les poules, les Bâlois réussissent à finir à la seconde place derrière le Valence CF, devançant ainsi le FC Liverpool et le FK Spartak Moscou, ce qui leur permettra d'accéder à la deuxième phase de groupes. On retiendra notamment les deux matchs nuls face aux Reds, où celui à Anfield se soldera sur le score de 1-1 grâce à un but de Julio Hernán Rossi, et celui au Parc Saint-Jacques où les deux équipes se sépareront à 3-3 après un match fou.
Lors du tour suivant, les Rhénans se retrouvent dans le groupe composé de la Juventus de Turin, de Manchester United et du Deportivo La Corogne. Malgré des performances remarquables telles que le match nul 1-1 obtenu à Old Trafford face aux Red Devils ou encore la victoire 2-1 à domicile face aux Turinois après des buts de Mario Cantaluppi et Christian Giménez, ils sont éliminés de la compétition, en terminant néanmoins à une honorable troisième place à égalité de points avec la Juve de Marcello Lippi qui se qualifiera à la différence de buts.

#### Participations récurrentes en coupe d'Europe (2003-2011)
En 2003-2004, le FC Bâle est éliminé dès le deuxième tour de la Coupe UEFA, battu par Newcastle United. La saison suivante, il sort de la compétition en seizième de finale face au LOSC. En 2005-2006, les Rouge et Bleu atteignent les quarts de finale de la Coupe UEFA, après avoir successivement éliminé l'AS Monaco en seizième, puis le RC Strasbourg en huitième. Ils se font alors battre par le Middlesbrough Football Club, qui jouera la finale de cette édition. Le club retrouve la Coupe UEFA l'année d'après, mais il est éliminé dès la phase de poule, terminant dernier de son groupe. Les Rhénans atteignent de nouveau les seizièmes de finale en 2008, où ils se heurtent au Sporting Lisbonne. 
En 2008-2009, le FCB retrouve la ligue des champions. En phase de groupes, il parvient à obtenir le point du match nul au Camp Nou face au FC Barcelone, grâce à un but d'Eren Derdiyok. Le club helvétique terminera cependant à la dernière place derrière les Catalans, le Sporting Lisbonne et le Chakhtar Donetsk.  
En 2009-2010, le FCB termine troisième de son groupe en Ligue Europa, derrière l'AS Rome et Fulham, futur finaliste de la même édition. La saison suivante, les Suisses recroisent le chemin du club romain, mais cette fois-ci en Ligue des champions. Dans un groupe complété par le Bayern Munich et le CFR Cluj, ils terminent troisièmes malgré notamment une victoire 3-1 au stade olympique de Rome contre l'AS Rome. Reversés en Ligue Europa, les Rhénans se font éliminer dès les huitièmes de finale par le Spartak Moscou.

#### Huitième de finale de la Ligue des champions 2011-2012
Le club s'illustre à nouveau sur la scène européenne par quelques performances notables, surtout à partir de la saison 2011-2012. Le 7 décembre 2011, Bâle réalise un exploit historique dans l'histoire du football suisse en se qualifiant pour les huitièmes de finale de la Ligue des champions en éliminant Manchester United sur le score de 2-1 lors de l’ultime journée de la phase de groupes. À souligner également en plus de cette victoire décisive, le match nul 3-3 obtenu à Manchester plus tôt dans la compétition après avoir été mené 2-0 à la mi-temps, grâce notamment à un doublé d'Alexander Frei. Le FC Bâle terminera deuxième du groupe C derrière le SL Benfica et devant les Mancuniens. En huitièmes de finale, il bat le Bayern Munich 1-0 au match aller sur un but de Stocker à la 86e minute. Au retour, le 13 mars 2012, les Rhénans s'inclineront toutefois lourdement 7-0 à l'Allianz-Arena.

#### Demi-finale de la Ligue Europa 2012-2013
Le 11 avril 2013, après avoir éliminé le Zénith Saint-Pétersbourg en huitième de finale, le FCB se hisse en demi-finale de la Ligue Europa en battant Tottenham aux tirs au but (4-1) après des matchs aller-retour terminés sur le score de 4-4 au total. Une première dans l'histoire du club. Il s'incline finalement dans le dernier carré sur le score total de 5-2 face au FC Chelsea, futur vainqueur de l'édition.

#### Quart de finale de la Ligue Europa 2013-2014
La saison suivante, lors des phases de groupes de la Ligue des champions, Bâle réussit contre toute attente à faire plier le FC Chelsea dans son antre de Stamford Bridge, le 18 septembre 2013. Pourtant menés 1-0 à la mi-temps, les Bâlois parviennent à réagir en seconde période en inscrivant deux buts, tout d'abord à la 71ème minute à la suite d'un mouvement collectif conclu par Mohamed Salah, puis à la 81ème minute par Marco Streller sur corner. Le 26 novembre 2013 au Parc Saint-Jacques, les Suisses réitèrent l'exploit en battant à nouveau les Blues au match retour, cette fois sur le score minimum de 1-0 grâce à un but tardif de l'attaquant égyptien Mohamed Salah. Malgré cette double victoire face au favori du groupe, le FCB est éliminé de la compétition en terminant à la troisième place, synonyme de Ligue Europa, après s'être incliné lors de la dernière journée sur le score de 2-0 à Gelsenkirchen face au FC Schalke 04. Le club allemand finira à la deuxième place du groupe. En ligue Europa, l'aventure se termine pour les Suisses en quart de finale face au Valence CF.

#### Huitième de finale de la Ligue des champions 2014-2015
Lors de l'édition 2014-2015 de la Ligue des champions, dans un groupe pourtant relevé comprenant le Real de Madrid, le FC Liverpool et le PFC Ludogorets Razgrad, les Bâlois créent la surprise en terminant à la deuxième place devant les Anglais, menés par l'emblématique capitaine et enfant du club Steven Gerrard. Le FC Bâle s'est notamment illustré lors des confrontations directes face aux Reds en s'imposant 1-0 à domicile grâce à un but de Marco Streller et en tenant le match nul 1-1 sur la pelouse d'Anfield Road pour le dernier match. L'aventure s'arrête cependant en huitième de finale face aux Portugais du FC Porto.

#### Huitième de finale de la Ligue Europa 2015-2016
Dans un groupe composé de la Fiorentina, du Lech Poznań et de Belenenses, Bâle termine à la première place avec 13 points. Pour la première fois de l'histoire, un club suisse est vainqueur de son groupe dans une compétition organisée par l'UEFA. En seizième de finale, le FCB croise le fer avec l'ASSE. Après un match aller à Geoffroy-Guichard perdu 3-2, il remporte le second acte de justesse sur le score de 2-1 à domicile. Durant ce match retour disputé, Sall pensait offrir la qualification aux Verts en égalisant à la 90ème minute, mais deux minutes plus tard, Zuffi délivre le champion de Suisse en inscrivant le but de la victoire, qualifiant ainsi les siens grâce à la règle des buts à l'extérieur. Au tour suivant, les Rhénans sont logiquement éliminés par le FC Séville, qui remportera la compétition en s'imposant face à Liverpool dans une finale tenue au Parc St-Jacques. 

#### Élimination en phase de groupe de la Ligue des champions 2016-2017
Lors de l'édition 2016-2017 de la Ligue des champions, le FC Bâle se retrouve dans le groupe A, où il affronte Arsenal, le Paris Saint-Germain et le PFC Ludogorets Razgrad. Ils se font battre lors des deux doubles confrontations face à Arsenal (0-2, 1-4) et au PSG (0-3, 1-2). Le FCB réalise ensuite deux matchs nuls contre Ludogoretz (1-1, 0-0) et se voit terminer dernier de son groupe avec deux points, trois buts marqués et douze encaissés.

#### Huitième de finale de la Ligue des champions 2017-2018
Le 27 septembre 2017, le club signe la première victoire d'une équipe suisse face au Benfica Lisbonne en confrontation officielle en remportant le match sur le score de 5-0 à domicile, rencontre comptant pour les phases de groupe de la Ligue des champions. Il s'agit également de la plus large victoire enregistrée à ce jour pour le FC Bâle dans cette compétition. Lors de la cinquième journée, il s'impose 1-0 au Parc Saint-Jacques face à Manchester United, grâce à un but de Michael Lang. Le club finit deuxième de son groupe avec 12 points au total, derrière les Mancuniens et devant le CSKA Moscou troisième. Il parvient donc à se qualifier pour les huitièmes de finale, pour la troisième fois en six saisons, où il affronte le Manchester City de Pep Guardiola. Après une défaite 4-0 à l'aller à domicile, les Bâlois se font éliminer à ce stade de la compétition, malgré une victoire 2-1 au match retour à l'Etihad Stadium.

#### Quart de finale de la Ligue Europa 2019-2020
Après une saison sans compétition européenne, le FC Bâle se qualifie pour la phase à élimination directe de la Ligue Europa en terminant premier de son groupe avec 13 points, devant Getafe. Le FCB atteint les huitièmes de finale de la compétition, où il s'impose 3-0 sur la pelouse de l'Eintracht Francfort lors du match aller. En raison de la pandémie de Covid-19, le match retour se joue en août 2020 à Gelsenkirchen en Allemagne et le FCB gagne 1 à 0. En quarts de finale, il est éliminé par le Chakhtar Donetsk 4 buts à 1,.

#### Débuts en Ligue Europa Conférence et demi-finale historique (2021-2024)
La saison 2021-2022 voit l'apparition d'une nouvelle compétition européenne, la Ligue Europa Conférence. Le FCB participe à cette première édition, où il termine premier et invaincu de la phase de groupes avec 14 points au compteur, ce qui lui permet de passer directement en huitième de finale au lieu de passer par les barrages. Il sera cependant éliminé dès ce stade de la compétition par l'Olympique de Marseille.
La saison suivante, Bâle commence la compétition au deuxième tour de qualification en éliminant le Crusaders FC, club nord-irlandais,. Lors du troisième tour il élimine Brøndby IF, club danois aux tirs au but,. En barrages, il fait face au PFK CSKA Sofia, champion de Bulgarie. Au match aller les Bâlois s'inclinent 1-0 avant de s'imposer 2-0 au retour validant leur accession pour la phase de groupes. Le FC Bâle se retrouve alors dans le groupe H avec le ŠK Slovan Bratislava, champion de Slovaquie, le FC Pyunik, club arménien et le FK Žalgiris Vilnius, club lituanien, où il termine alors deuxième derrière les Slovaques. Après la phase de groupes, le club atteint les demi-finales de la C4 en éliminant successivement Trabzonspor, champion de Turquie en titre lors des barrages,, puis le Slovan Bratislava en huitième,. Il sort également victorieux de la double confrontation face à l'OGC Nice en quart de finale en s'imposant sur un score cumulé de 4-3 après prolongations. Puis il se mesure au club italien de la Fiorentina dans une demi-finale historique pour le football suisse. En effet, il s'agit de la deuxième apparition de son histoire en demi-finale d'une coupe d'Europe, seul club suisse à avoir atteint ce stade au XXIe siècle. Malgré une victoire 2-1 à Florence au match aller, Le FCB perd 3-1 à domicile, où il doit s'incliner après avoir encaissé un but dans les ultimes secondes de la prolongation, synonyme d'élimination.
Lors de l'édition suivante, le club vit une énorme désillusion en perdant dès son entrée en lice contre le FK Tobol Kostanaï, troisième du dernier championnat kazakhe au deuxième tour de qualification de la Ligue Europa Conférence (défaite 3-1 à domicile, victoire 2-1 à l'extérieur),.

## Palmarès et statistiques

### Palmarès
| Compétitions nationales | Compétitions internationales |
| - Championnat de Suisse (21) : - Champion : 1953, 1967, 1969, 1970, 1972, 1973, 1977, 1980, 2002, 2004, 2005, 2008, 2010, 2011, 2012, 2013, 2014, 2015, 2016, 2017 et 2025. - Vice-champion : 1949, 1950, 1971, 2003, 2006, 2007, 2018, 2019, 2021 et 2022. - Coupe de Suisse (14) : - Vainqueur : 1933, 1947, 1963, 1967, 1975, 2002, 2003, 2007, 2008, 2010, 2012, 2017 , 2019 et 2025 . - Finaliste : 1942, 1944, 1970, 1972, 1973, 1982, 2013, 2014, 2015 et 2020. - Anglo Cup (1) : - Vainqueur : 1913. - Coupe de la Ligue (1) : - Vainqueur : 1972. - Finaliste : 1979. | - Ligue des champions (C1) : - Meilleure performance : Quart-de-finaliste en 1974. - Ligue Europa (C3) : - Meilleure performance : Demi-finaliste en 2013. - Ligue Europa Conférence (C4) : - Meilleure performance : Demi-finaliste en 2023. - Coupe Intertoto : - Meilleure performance : Finaliste en 2001. - Coupe des Alpes (3) : - Vainqueur : 1969, 1970 et 1981. - Finaliste : 1968, 1971, 1974 et 1975 - Coupe horlogère (13) : - Vainqueur : 1969, 1970, 1978, 1979, 1980, 1983, 1986, 1988, 2003, 2006, 2008, 2011 et 2013. |

### Parcours
| - 1898 - 1939 : Série A/1re Ligue (D1)/Ligue nationale - 1939 - 1942 : 1re Ligue (D2) - 1942 - 1945 : Ligue nationale (A) - 1945 - 1946 : Ligue nationale B - 1946 - 1988 : Ligue nationale A - 1988 - 1994 : Ligue nationale B - Depuis 1994 : Ligue nationale A/Super League |

### Records
- Nombre de titres consécutifs de champion de Suisse (huit titres d'affilée de 2010 à 2017).
- Plus longue série d'invincibilité en championnat (28 matchs en 2013-2014).
- Record de longévité en tête du championnat (71 journées de 2015 à 2017).
- Plus longue série de victoires consécutives en championnat (13 victoires lors de la saison 2003/2004 avec un impressionnant goal average de 43-10)
- Plus petit nombre de défaites concédées sur une saison en championnat (2 en 2013/2014 et 2016/2017).
- Plus large victoire en Super League (8-1 à domicile face à GCZ le 12 septembre 2004 et 7-0 face au FC Saint-Gall à l'extérieur le 17 avril 2016).
- Record d'affluence pour un match de Super League avec 38'015 spectateurs au Parc St-Jacques face aux Young Boys de Berne, le 10 mai 2008.
- Plus haute moyenne de spectateurs par match sur une saison complète (29'775 lors de la saison 2011/2012)[60].

## Personnalités du club

### Effectif professionnel actuel
Le premier tableau liste l'effectif professionnel du FC Bâle pour la saison 2025-2026. Le second recense les prêts effectués par le club lors de cette même saison.
En grisé, les sélections de joueurs internationaux chez les jeunes mais n'ayant jamais été appelés aux échelons supérieurs une fois l'âge-limite dépassé ou les joueurs ayant pris leur retraite internationale.

### Entraîneurs
| - 1893 - 1896 : Ferdinand Isler - 1896 - 1896 : Georg Emanuel Schiess - 1895 - 1896 : Charles Volderauer - 1898 - 1899 : Hermann Schneider - 1899 - 1900 : Georges Fürstenberger - 1900 - 1903 : Victor Alphonso Schorpp - 1903 - 1904 : Daniel Hug - 1904 - 1905 : Henri Eugen Strauss - 1905 - 1908 : Daniel Hug - 1908 - 1912 : Emil Hasler - 1912 - 1912 : Ernst Kaltenbach - 1912 - 1914 : Percy Humphreys - 1914 - 1915 : Christian Albicker - 1915 - 1916 : Ernst Kaltenbach - 1916 - 1917 : Peter Riesterer - 1917 - 1918 : Ernst Kaltenbach - 1918 - 1920 : Otto Kuhn - 1920 - 1921 : Walter Dietrich - 1921 - 1921 : Ernst Kaltenbach - 1921 - 1922 : Emil Hasler - 1922 - 1924 : Max Breunig - 1923 - 1924 : Karl Wüthrich - 1924 - 1925 : Gustav Putzendopler - 1925 - 1928 : Karl Bielser - 1927 - 1928 : Peter Riesterer - 1928 - 1929 : Gyula Kertész - 1929 - 1929 : Hermann Enderlin (par intérim) - 1929 - 1930 : Gyula Kertész | - 1930 - 1931 : Gustav Putzendopler - 1931 - 1932 : Otto Franz Haftel - 1932 - 1933 : Karl Kurz - 1933 - 1934 : Josef Haist - 1934 - 1935 : Richard Kohn - 1935 - 1936 : Alvin Riemke - 1936 - 1937 : Heinz Körner - 1937 - 1939 : Fernand Jaccard - 1939 - 1940 : Walter Dietrich et Max Galler - 1940 - 1943 : Eugen Rupf - 1943 - 1944 : Willy Wolf - 1944 - 1946 : Max Barras - 1946 - 1951 : Anton Schall - 1947 - 1952 : Ernst Hufschmid - 1952 - 1955 : Willy Dürr et René Bader - 1955 - 1957 : Bela Sarosi - 1957 - 1958 : Rudolf Strittich - 1958 - 1959 : René Bader - 1959 - 1961 : Jenő Vincze - 1961 - 1965 : Georges Sobotka - 1965 - 1982 : Helmut Benthaus - 1982 - 1983 : Rainer Ohlhauser - 1983 - 1984 : Ernst-August Künnecke - 1985 - 1985 : Emil Müller - 1985 - 1987 : Helmut Benthaus - 1987 - 1990 : Urs Siegenthaler - 1990 - 1992 : Ernst-August Künnecke - 1992 - 1992 : Bruno Rahmen et Karl Odermatt (par intérim) - 1992 - 1993 : Friedel Rausch - 1993 - 1995 : Claude « Didi » Andrey | - 1995 - 1995 : Oldrich Svab (par intérim) - 1995 - 1997 : Karl Engel - 1997 - 1997 : Heinz Hermann et Salvatore Andracchio (par intérim) - 1997 - 1997 : Jörg Berger - 1997 - 1997 : Salvatore Andracchio (par intérim) - 1998 - 1999 : Guy Mathez - 1999 - 1999 : Marco Schällibaum (par intérim) - 1999 - 2009 : Christian Gross - 2009 - 2011 : Thorsten Fink - 2011 - 2012 : Heiko Vogel - 2012 - 2014 : Murat Yakin - 2014 - 2015 : Paulo Sousa - 2015 - 2017 : Urs Fischer - 2017 - 2018 : Raphaël Wicky - 2018 - 2018 : Alexander Frei (par intérim) - 2018 - 2020 : Marcel Koller - 2020 - 2021 : Ciriaco Sforza - 2021 - 2022 : Patrick Rahmen (en) - Fév. 2022 - juin 2022 : Guillermo Abascal (par intérim) - 2022 - 2023 : Alexander Frei - Fév. 2023 - juin 2023 : Heiko Vogel (par intérim) - Juin 2023 - sep. 2023 : Timo Schultz - Sep. 2023 - nov 2023 : Heiko Vogel (par intérim) - Nov. 2023 - 2025 : Fabio Celestini - Depuis 2025 - Ludovic Magnin |

### Présidents
| - 1893 - 1896 : Roland Geldner - 1896 - 1896 : Emanuel Schiess - 1896 - 1899 : Charlie Volderauer - 1900 - 1901 : Ernst Alfred Thalmann - 1901 - 1902 : Emanuel Schiess - 1902 - 1902 : Ernst Alfred Thalmann - 1902 - 1903 : Josy Ebinger - 1903 - 1907 : Ernst Alfred Thalmann - 1907 - 1908 : Siegfried Pfeiffer - 1908 - 1913 : Ernst Alfred Thalmann - 1913 - 1913 : Karl Ibach - 1913 - 1914 : C. A. Hintermann - 1914 - 1915 : Ernst Alfred Thalmann - 1915 - 1915 : Philipp Leichner - 1915 - 1918 : Franz Rinderer - 1918 - 1919 : August Rossa - 1919 - 1920 : Bernard Klingelfuss - 1920 - 1921 : Franz Rinderer - 1921 - 1922 : Carl Burkhardt - 1922 - 1925 : Karl Ibach - 1925 - 1926 : Carl Burkhardt - 1926 - 1927 : Franz Rinderer | - 1927 - 1927 : Karl Ibach - 1927 - 1927 : Karl Junker - 1927 - 1929 : Hans Rupprecht - 1929 - 1931 : Otto Kuhn - 1931 - 1936 : Franz Rinderer - 1936 - 1939 : Emil Junker - 1939 - 1944 : Albert Besse - 1944 - 1946 : Emil Junker - 1946 - 1959 : Jules Düblin - 1959 - 1962 : Ernst Weber - 1962 - 1966 : Lucien Schmidlin - 1966 - 1970 : Harry Thommen - 1970 - 1976 : Félix Musfeld - 1976 - 1980 : René Theler - 1980 - 1982 : Pierre Jacques Lieblich - 1982 - 1983 : Roland C. Rasi - 1983 - 1986 : Urs Gribi - 1986 - 1987 : Peter Max Sutter - 1987 - 1992 : Charles Röthlisberger - 1992 - 1996 : Peter Epting - 1996 - 2002 : René C. Jäggi - 2002 - 2003 : Werner Edelmann | - 2003 - 2011 : Gisela Oeri - 2012 - 2017 : Bernhard Heusler - 2017 - 2021 : Bernhard Burgener (de) - Depuis 2021 : David Degen |

## Autour du club

### Affluence
Le FC Bâle peut compter sur la ferveur de toute une région, qui est apparue très rapidement. Déjà en 1925, plus de 10 000 spectateurs se sont rendus dans l'ancienne enceinte du Landhof pour voir le match face au Nacional Montevideo. Par la suite, avec le changement pour le Stade Saint-Jacques (ancêtre de l'actuel Parc Saint-Jacques qui fut construit à l'occasion de la coupe du monde de football de 1954 en Suisse) avec une capacité officielle de 54 828 places, le club afficha des entrées records. En 1967 par exemple, le stade en compta 51 000 pour un match de coupe de Suisse face au FC Lugano. La plus importante affluence enregistrée à ce jour fut lors d'un match décisif pour la première place du championnat face au FC Zurich en 1972, où le FCB s'imposa 4-0 et s'assura par la même occasion le titre de champion de Suisse cette année devant près de 56 000 spectateurs. Le 30 avril 1994, plus de 42 000 spectateurs assistent au match à nouveau contre le FC Zurich, alors que le FC Bâle lutte pour une place pour retrouver la Ligue nationale A après la relégation en 1988 en Ligue nationale B. Jusqu'à 60 000 personnes étaient potentiellement attendues ce jour-là, mais pour des raisons de sécurité le nombre d'entrées a dû être limité. La rencontre se solde sur un match nul 1-1, ce qui contraint la formation bâloise à attendre les journées suivantes pour finalement assurer sa promotion.
Dans le nouveau stade du Parc Saint-Jacques où le club évolue depuis le 15 mars 2001, le record d'entrées y est de 38 015 spectateurs, obtenu le 10 mai 2008 lors la dernière journée de championnat face aux Young Boys Berne.
Pour la saison 2015-2016, l'affluence moyenne par match était de 28 597 spectateurs en championnat, soit près de 12 000 de plus que les Young Boys Berne qui furent en deuxième position avec 16 938 spectateurs.
À partir de la saison 2018-2019, ce sont les Young Boys qui détiennent la meilleure affluence moyenne avec 25 571 spectateurs (soit près de 8 500 de plus depuis leur dernière saison en tant que vice-champions en 2016-2017), devant le FC Bâle avec 24 259 spectateurs. Malgré des résultats sportifs en baisse, le FCB maintient toujours à l'heure actuelle une affluence au-dessus de la barre des 21 000 spectateurs de moyenne (hors saisons Covid).

### Ultras
Le club peut également compter sur le soutien de ses ultras situés dans le virage portant le nom de Muttenzerkurve (« virage de Muttenz » en français), en référence à la ville de Muttenz voisine de Bâle (le virage étant situé en sa direction). Ils se font remarquer pour leurs tifos et lors de matchs à l'extérieur où ils se déplacent généralement en nombre. Ils entretiendraient également pour certains une entente avec les fans de l'Eintracht Brunswick, 1. FC Magdebourg ainsi qu'avec les supporters du SV Waldhof Mannheim.
Dans le classement 2022 des meilleurs ultras au monde établi par Ultras World, Les supporters bâlois apparaissent à la quatrième place, devançant notamment ceux de l'Eintracht Francfort, du Legia Varsovie, de l'AC Milan ou encore de l'Étoile Rouge de Belgrade. Ils intègrent à nouveau ce classement en 2023 cette fois-ci à la dixième place.  

### Rivalités
Le FC Bâle entretient une forte rivalité avec les clubs de la ville de Zürich, le Grasshopper Club Zurich et le FC Zurich. Lors de confrontations directes, plusieurs débordements se sont déjà produits entre supporters ou avec les forces de l'ordre. Le principal incident survenu étant celui du 13 mai 2006, lorsque le FC Zurich s'assure le titre de champion de Suisse dans le temps additionnel de la dernière journée sur la pelouse du Parc Saint-Jacques au détriment des bâlois. Certains supporters locaux mécontents envahissent alors la pelouse en fin de match, provoquant un affrontement avec la police au sein même du terrain. D'autres scènes de violence ont éclaté à l'extérieur du stade et se sont propagées jusque dans la ville. Cette rivalité s'intensifie lorsque le championnat de la saison 2006/2007 est également remporté par le FC Zurich. Lors de cet exercice, le FC Bâle termine premier du championnat, à 1 point devant les zurichois. Les rivaux des Rouge et Bleu se voient cependant attribuer deux points supplémentaires à l'issue d'une réserve, leur permettant de terminer champions de Suisse une deuxième année consécutive devant le FCB.

### Culture
Le club est très présent dans la ville de Bâle. Il est souvent représenté lors du carnaval, un des événements majeurs de la ville. Il y existe également deux trams en circulation aux couleurs du FC Bâle.

### Supporter célèbre
- Roger Federer – Joueur de tennis.

### Anecdotes
- Les couleurs du FC Bâle proviennent du club d'aviron de la ville, dont certains de ses membres étaient présents lors de la fondation de l'équipe de football en novembre 1893. Le rouge et le bleu sont à ce jour toujours employés par les deux associations sportives[76].
- Les couleurs du FC Bâle servirent de modèle à Hans Gamper au moment de dessiner le maillot du FC Barcelone en 1899[77].
- À partir de la signature de Mohamed Salah en 2012, le nombre de likes sur la page Facebook du FCB explose, notamment venant de fans égyptiens. En 48 heures, pas moins de 30'000 nouveaux likes sont comptabilisés après la victoire face au Chelsea de Mourinho en C1[78]. En 2014, la barre du million de likes est dépassée, grâce aux résultats très probants obtenus en ligue des champions durant cette saison, qui s'ajoutent à « l'effet Salah »[79]. Il reste en 2023 le club de football le plus populaire et le plus largement suivi de Suisse sur les réseaux sociaux avec plus de 2,3 millions de followers toutes plateformes confondues[80].
- Lors de la dernière rencontre du championnat en 2016/2017, des supporters bâlois envahissent la pelouse du Parc Saint-Jacques en plein match avec une banderole où est inscrit « chapeau Bärni! », afin de remercier Bernhard Heusler qui assistait là à son dernier match en tant que président du club. Il occupait ses fonctions depuis 2012. Les fans sont ensuite retournés paisiblement dans les tribunes, ce qui a valu à l'anecdote d'être relayée en nombre sur les réseaux sociaux[81].
- Le 30 juillet 2017, alors que le capitaine de l'équipe Matías Delgado annonce officiellement sa retraite devant la presse, des fans bâlois s'introduisent dans la salle de conférence afin d'acclamer le joueur argentin faisant partie des figures du club, en reprenant un chant à son nom pour le remercier[82]. Après 7 saisons passées au FC Bâle dans sa carrière professionnelle (de 2003 à 2006 puis de 2013 à 2017), il aura remporté 6 championnats, une fois la coupe de Suisse et marqué 83 buts en 266 matchs sous les couleurs rouge et bleu[83]. Il reste néanmoins au club en intégrant le staff de l'équipe première ainsi qu'en occupant un poste d'ambassadeur à l'occasion des 125 ans du FC Bâle en 2018[84]. Le brassard de capitaine sera quant à lui attribué au défenseur central tchèque Marek Suchý[85].
- Lors du mercato d'été 2023, Le FC Bâle est le club ayant acheté le plus de nouveaux joueurs au monde avec pas moins de 13 nouveaux arrivants[86].
- Pour la saison 2024-2025, des ventes records de maillots ont été enregistrées, notamment boostées par le retour en août 2024 de Xherdan Shaqiri au club[87],[88].

### Littérature
- Josef Zindel, FC Basel – Emotionen in Rotblau, Éditions Opinio, 2001,  (ISBN 3-03999-002-0)

## Recrutement

### Centre de formation
Le FC Bâle est reconnu pour son centre de formation (avec l'ouverture d'un nouveau campus moderne en 2013). Récemment, plusieurs joueurs notables sont passés par les catégories de jeunes du club rhénan. On peut notamment citer:
- Albian Ajeti
- Eray Cömert
- David Degen
- Philipp Degen
- Eren Derdiyok
- Breel Embolo
- Alex Frei
- Fabian Frei
- Noah Okafor
- Dominik Schmid
- Xherdan Shaqiri
- Yann Sommer
- Valentin Stocker
- Marco Streller
- Granit Xhaka
- Taulant Xhaka
- Ivan Rakitić
- Zdravko Kuzmanović

### Transferts
Du fait de sa renommée et de ses participations régulières en coupe d'Europe, le FCB attire des joueurs de divisions inférieures, de championnats moins médiatisés ou d'autres continents et sert de tremplin vers des clubs jouant dans des ligues plus prestigieuses. On peut citer à titre d'exemples parmi les joueurs révélés au club et faisant partie de ses plus grosses reventes :
- Breel Embolo (formé au club) → FC Schalke 04 (26,5 millions d'euros ; 2016/2017)
- Riccardo Calafiori → FC Bologne (24,5 millions d'euros ; 2023/2024). Le montant du transfert indiqué comprend également le pourcentage à la revente négocié par le FC Bâle, perçu la saison suivante lorsque le joueur est transféré du FC Bologne au Arsenal Football Club.
- Manuel Akanji → Borussia Dortmund (21,5 millions d'euros ; 2017/2018)
- Zeki Amdouni → Burnley Football Club (18,6 millions d'euros ; 2023/2024)
- Mohamed Elyounoussi → Southampton Football Club (18 millions d'euros ; 2018/2019)

- Mohamed Salah → Chelsea Football Club (16,5 millions d'euros ; 2013/2014)
- Arthur Cabral → ACF Fiorentina (15,5 millions d'euros ; 2021/2022)
- Andy Diouf → Racing Club de Lens (14 millions d'euros ; 2023/2024)
- Thierno Barry → Villarreal CF (14 millions d'euros ; 2024/2025)
- Renato Veiga → Chelsea Football Club (14 millions d'euros ; 2024/2025)

Le plus gros transfert à ce jour fut celui de Breel Embolo en 2016, parti contre une somme de 26,5 millions d'euros à destination du FC Schalke 04. Il s'agit par la même occasion du plus gros transfert de joueur issu du championnat suisse enregistré à ce jour.
Riccardo Calafiori est quant à lui le joueur le plus cher jamais acheté par le FC Bâle.